# Werner Reppenhagen
Werner Reppenhagen (* 24. Oktober 1911 in Hamburg; † 12. November 1996 in Sankt Veit an der Glan) war ein deutscher Gärtner und Kakteenfachmann, der große Verdienste in der Erforschung der Kakteengattung Mammillaria hat. Sein offizielles botanisches Autorenkürzel lautet „Repp.“.

## Leben und Wirken
Werner Reppenhagen gründete nach seiner Gärtnerlehre und einigen Wanderjahren 1934 in Sankt Veit an der Glan in Kärnten eine eigene Gärtnerei. Schon in seinen jungen Jahren hatte er sich für Kakteen interessiert und dort wollte er eine wissenschaftliche Arbeit über Kakteen beginnen. Dann aber kam der Zweite Weltkrieg dazwischen und er war gezwungen, auf Gemüsezucht umzustellen. Außerdem wurde er dann zur Luftwaffe eingezogen.
Nach dem Krieg konnte er seine Gärtnerei wieder aufbauen. Ab 1959 unternahm er dann Forschungsreisen nach Mexiko, wobei er besonders die Lebensräume der Mammillarien untersuchte und mit den dortigen Kakteenfachleuten einen engen Erfahrungsaustausch ausübte. Im Laufe der folgenden Jahre machte er insgesamt 26 Forschungsreisen, vorwiegend nach Mexiko. Als Höhepunkt seiner Arbeiten entstand so sein umfangreiches Werk über die Mammillarien Die Gattung Mammillaria, das in den Jahren 1991 und 1992 in zwei Bänden herausgegeben wurde. Er arbeitete danach noch weiter an der Verbesserung seines Werkes bis zu seinem Tode im Jahr 1996.

## Schriften (Auswahl)
- Die Gattung Mammillaria. 2 Bände, Steinhart, Titisee-Neustadt 1991–1992.

## Nachweise
- Karl Augustin: Zum Gedenken an Werner Reppenhagen. In: Kakteen und andere Sukkulenten. Band 48, Nr. 3, S. 67–68.
- Mario Tamegger: Zum 100. Geburtstag von Werner Reppenhagen. In: Kakteen und andere Sukkulenten. Band 63, Nr. 2, S. 34–37.